# Padornelo (Portugal)
Padornelo est une freguesia (« paroisse civile ») du Portugal, rattachée à la municipalité (concelho) de Paredes de Coura et située dans le district de Viana do Castelo.
Padornelo compte 458 habitants (2001) dont une partie sont des émigrés Portugais résidant en France, et sa superficie est de 9,65 km2. Son saint patron est St Marinha. Cette paroisse se situe à une distance d'environ 3 à 4 km de Paredes de Coura.

## Géographie
Padornelo est limitrophe :
- au nord, d'Insalde
- à l'est, de la municipalité d'Arcos de Valdevez
- au sud-est, de Vascões
- au sud, de Bico et Parada
- au sud-ouest, de Paredes de Coura
- à l'ouest, de Mozelos
- au nord-ouest, de Porreiras et Ferreira

## Subdivisions
La paroisse de Padornelo est divisée en 14 localités (lugares, plus petite division au Portugal)
- Angústias
- Bazanca
- Cabeluda
- Cimo de Vila
- Covas
- Lamarigo
- Paradelhas
- Pedregal
- Requião
- Senrelas
- Sobreiro
- Tojais
- Valinha
- Veiga

## Traditions festives
- Premier week-end de juillet : Senhora das Angústias
- Troisième week-end de juillet : Santa Marinha
- Dernier week-end de juillet : Ecce Homo
- Penultième week-end d'août : São Tiago

## Gastronomie
Chevreau au vin rouge et la padeca (boule de campagne farinée au blé très fin).

## Économie
L'agriculture reste l'activité économique de base. Il existe quelques petits commerces.